# 直方市立直方東小学校
直方市立直方東小学校（のおがたしりつのおがたひがししょうがっこう）は、福岡県直方市頓野2095-1にある公立小学校。

## 概要
県営頓野団地、市営団地頓野ニュータウン等に四方を囲まれた形で立地している。

## 沿革
- 1981年（昭和56年）4月1日 - 開校[1]。

## 通学区
- 直方市
  - 大字頓野の一部[2]

## 周辺施設
- 福岡県立直方高等学校
- 福岡県立筑豊高等学校
- スーパyoumeマート頓野店
- 日本郵政直方頓野郵便局
- ナカゾノ歯科医院
- 菅原内科呼吸器科医院
- いけべ酒店
- 仕出し景光園
- 西田外科医院
- 県営頓野団地、市営頓野団地

## 出身著名人
- 魁皇博之(現浅香山親方)